# Turnismo (Espanha)

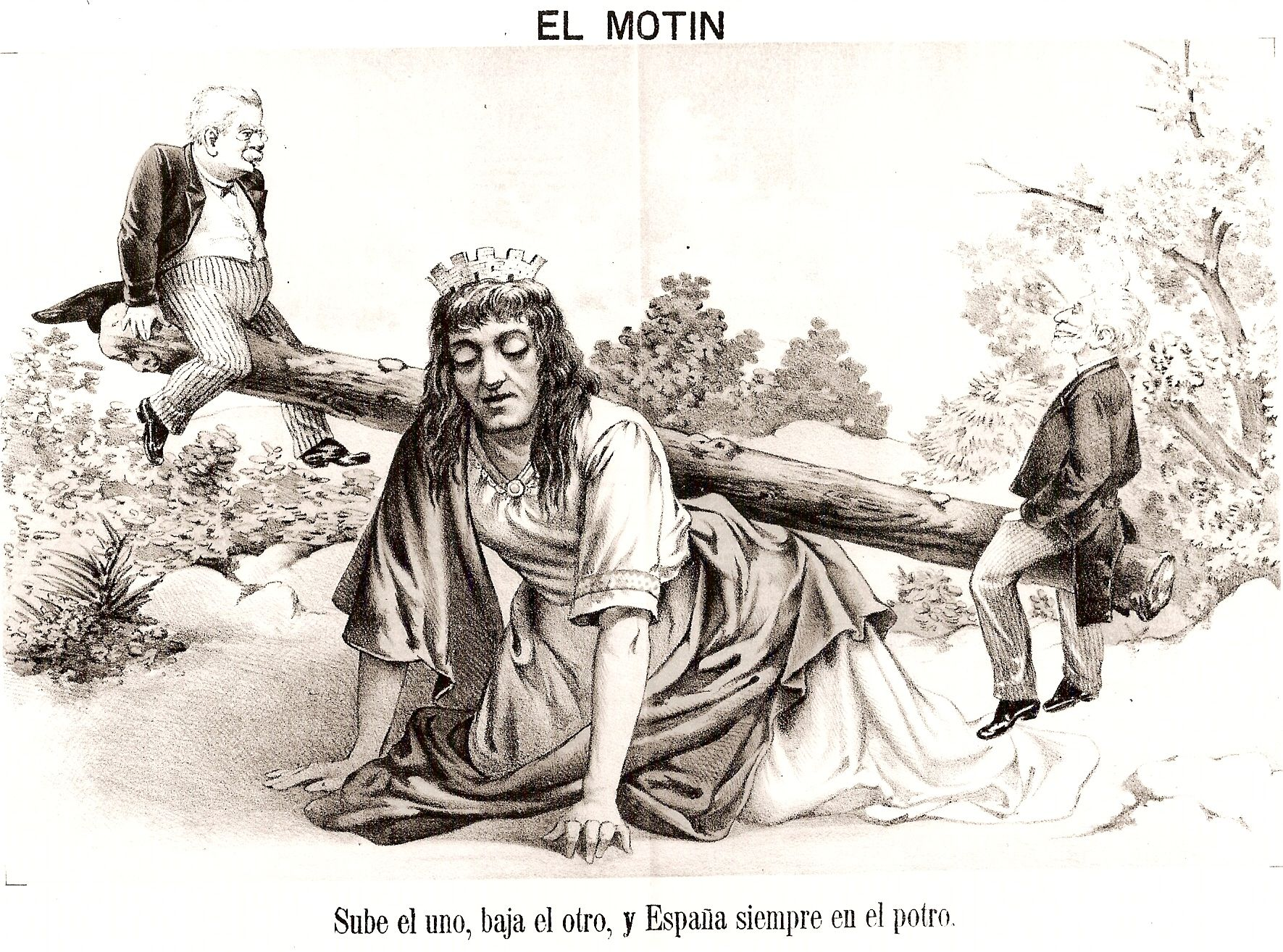
Charge da revista El Motín representando o turnismo partidário na Espanha, em que os líderes dos principais partidos aparecem fazendo uma gangorra, apoiados nas costas de uma mulher que representa o país.

O chamado Turnismo foi uma característica fundamental do sistema político espanhol do período conhecido como Restauração.
Consistia na alternância dos dois partidos dinásticos no governo, o Conservador e o Liberal. A formação do governo por cada um deles dependia do triunfo nas eleições, amplamente fraudadas, e principalmente da decisão do rei, que alternava os partidos em função de crises políticas ou de atritos entre o governo e o parlamento.

## Origem
Após a Revolução de 1868 e a derrubada da rainha Isabel II, a frágil estabilidade política existente na Espanha desapareceu, sucedendo-lhe uma série de regimes efêmeros e conflitos internos e externos. Em 1874, através do Manifesto de Sandhurst e do golpe militar do general Arsenio Martínez-Campos Antón, a monarquia espanhola foi restaurada, tendo Afonso XII como rei.
A origem desse movimento estava na ideia de Antonio Cánovas del Castillo, líder dos conservadores e mentor da Restauração, que via no modelo parlamentar britânico a chave para a estabilidade espanhola. A partir do Pacto de El Pardo, em 1885, Cánovas começou a alternar o poder com Práxedes Mateo Sagasta, líder dos liberais.
O sistema, baseado em uma alternância artificial de poder e combinado com uma ampla rede de caciquismo e de corrupção, entrou em crise após a derrota espanhola na Guerra Hispano-Americana, em 1898. Com isso, o sistema da Restauração foi se deteriorando continuamente, até dar lugar, então, à Ditadura de Primo de Rivera, em 1923.